# Kılağlı, Dulkadiroğlu
Kılağlı là một xã thuộc huyện Dulkadiroğlu, tỉnh Kahramanmaraş, Thổ Nhĩ Kỳ. Dân số thời điểm năm 2010 là 487 người.